# Sümeg
Sümeg è una città di 6.467 abitanti situata nella contea di Veszprém, nell'Ungheria nord-occidentale.

## Amministrazione

### Gemellaggi
- Sovata
- Aichtal
- Tapolca
- Kościan
- Vobarno